# James Last
James Last, rodným jménem Hans Last zvaný též Hansi (17. dubna 1929, Brémy, Německo – 9. června 2015, Palm Beach, USA) byl německý hudební skladatel, aranžér a kapelník, vedoucí Orchestru Jamese Lasta.

## Diskografie
| Produkce Jamese Lasta: (Jako Hans Last, Orlando a James Last) - Tricks in Rhythm (1959) - Die gab's nur einmal (1963) - Die gab's nur einmal (1964) - Musikalische Liebesträume (1965) - Continental Tango (1965) - Non Stop Dancing '65 (1965) - Hammond A Go Go (1965) - Non Stop Dancing '66 (1965) - Beat In Sweet (1965) - Ännchen von Tharau bittet zum Tanz (1966) - Trumpet A Go Go (1966) - Hammond A Go Go Vol.2 (1966) - Instrumentals Forever (1966) - Classics Up To Date (1966) - Non Stop Dancing '66/II (1966) - Midnight In December (1966) (Single) - Christmas Dancing (1966) - Sax A Go Go (1967) - Non Stop Dancing '67 (1967) - That's Life (1967) - Games That Lovers Play (1967) - Non Stop Dancing '67/2 (1967) - Trumpet A Go Go Vol. 2 (1967) - James Last Presents George Walker (1967) - Fanfare (1967) - Piano A Go Go (1968) - Guitar A Go Go (1968) - Humba Humba A Go Go (1968) - Non Stop Dancing '68 (1968) - Freddy Live (1968) (live-concert with Freddy) - Trumpet A Go Go 3 (1968) - Non Stop Dancing 7 (1968) - Rock Around With Me! (1968) - Käpt’n James bittet zum Tanz (1968) - Sekai Wa Futari No Tameni (1968) (only in Japan) - Die Dreigroschenoper (1968) (3 LP-box) - Non Stop Dancing 8 (1969) - Hammond a go go 3 (1969) - Op klompen (1969) - Ännchen von Tharau bittet zum Tanz 2 (1969) - Hair (1969) - Non Stop Dancing 9 (1969) - Wenn suess das Mondlicht auf den Huegeln schlaeft (1969) - Happy Lehar (1969) - Non Stop Evergreens (1969) - Classics Up To Dat Vol.2 (1969) - Onder Moeders Paraplu (1969) - Golden Non Stop Dancing 10 (1970) (jubilee-edition as LP-Box) - Around The World (1970) (3 LP-Box) - Beachparty (1970) - America Album (1970) (promo-edition — not official released) - With Compliments (1970) - Does His Thing (Happy Music) (1970) - Non Stop Dancing 11 (1970) - Käpt’n James bittet zum Tanz — Vol. 2 (1971) - In Scandinavia (1971) - Happyning (1971) - Non Stop Dancing 12 (1971) - Last Of Old England (1971) - Beachparty 2 (1971) - Non Stop Dancing 1972 (1971) (Non Stop Dancing 13) - Polka Party (1971) - In Concert (1971) - In Concert 2 (1971) - Music From Across The Way (1971) - Voodoo Party (1971) - Wenn die Elisabeth mit ... James Last (1972) - Non Stop Dancing 1972/2 (1972) - Love Must Be The Reason (1972) - Beachparty 3 (1972) - Russland zwischen Tag und Nacht (1972) | - Polka Party II (1972) - Non Stop Dancing 1973 (1972) - Super Non-Stop Dancing (1972) - Classics (1973) - Sing mit (1973) - Happy Hammond (1973) - Non Stop Dancing 1973/2 (1973) - Beachparty 4 (1973) - Stereo Spectacular (1973) - Weihnachten & James Last (1973) - Käpt’n James auf allen Meeren (1973) - Polka-Party (1973) - Non Stop Dancing 1974 (1973) - Sax and Violins A Go Go (1974) - Sing mit 2 (1974) - In Wien beim Wein (1974) - James Last Live (1974) (2 LP-album) - Non Stop Dancing 1974/2 (1974) - Beachparty 5 (1974) - Polka Party 3 (1974) - Violins In Love (1974) - Classics Up To Date 3 (1974) - Sing mit 3 (1975) - Non Stop Dancing 20 (jubilee-edition) (1975) ("Non Stop Dancing '65" new recorded) - In The Mood For Trumpets (1975) - Well Kept Secret (1975) - Tulpen uit Amsterdam (1975) - Rock Me Gently (1975) (Only England & Canada) - Beachparty 6 (1975) - Mambo No. 5 And Other Loved Classics (1975) - Non Stop Dancing 1976 (1975) - Stars im Zeichen eines guten Sterns (1975) - Sing mit 4 (1976) - Freut Euch des Lebens (1976) - Happy Summer Night (1976) - Non Stop Dancing 1976/2 (1976) - Happy Marching (1976) - Classics Up To Date 4 (1976) - Non Stop Dancing 1977 (1976) - Sing mit 5 (1976) - James Last spielt Robert Stolz (1977) - Non Stop Dancing 1977/2 (1977) - Western Party And Square Dance (1977) - Russland Erinnerungen (1977) - Sing mit 6 – von Hamburg bis Mexico (1977) - Non Stop Dancing 78 – Folge 25 (1978) - Live In London (1978) - World Hits (1978) - Classics Up To Date 5 (1978) - New Non Stop Dancing '79 (1978) - Copacabana – Happy Dancing (1979) - James Last And The Rolling Trinity (1979) - Non Stop Hansi (1979) (to his 50. birthday — not for sale) - Hereinspaziert zur Polka Party (1979) - Paintings (1979) (Only in Japan) - Live in Tokyo (1979) - Ein festliches Konzert zur Weihnachtszeit (1979) - The Non Stop Dancing Sound Of The 80's (1979) - Sing mit 7 – Die Party für das ganze Jahr (1980) - Romantische Träume (1980) - Seduction (1980) - Caribbean Nights (1980) - Non Stop Dancing '81 (1980) - Rosen aus dem Süden (1980) - Die schönsten Melodien der letzten 100 Jahre (1980) - Sing mit 8 … und ab geht die Feuerwehr! (1981) - Ännchen von Tharau bittet zum Träumen (1981) - Tango (1981) - Hansimania (1981) - Non Stop Dancing ’82 – Hits Around The World (1982) - Sing mit 9 – Lass’ die Puppen tanzen (1982) - Jahrhundertmelodien (1982) - Biscaya (1982) | - Nimm mich mit Käpt’n James auf die Reise (1982) - Paradiesvogel (1982) - Sing mit 10 – Wir wollen Spass! (1982) - Non Stop Dancing '83 – Party Power (1983) - Erinnerungen (1983) - James Last spielt die grössten Songs von The Beatles (1983) - The Rose Of Tralee (1983) - Superlast (1983) - Classics Up To Date Vol.6 (1984) - James Last im Allgäu (In The Alps) (1984) - Paradiso (1984) - James Last At St. Patrick's Cathedral, Dublin (1984) - James Last in Scotland (1984) - Non Stop Dancing '85 (1984) - Grenzenloses Himmelblau (1985) - Für alle! (Leave the best to Last) (1985) - Viva Vivaldi (1985) - Swing mit (1985) - Deutsche Vita (1986) - In Ireland (1986) - Plus (James Last & Astrud Gilberto) (1986) - Traumschiff-Melodien (1986) - Alles hat ein Ende nur die Wurst hat zwei (1987) - James Last in Holland (1987) - James Last spielt Bach (1987) - The Berlin-Concert ’87 (1987) - Lorentz & Soehne (1988) - Flute Fiesta (James Last & Berdien Stenberg) (1988) - Dance, Dance, Dance (1988) - James Last spielt Mozart (1988) - Happy Heart (1989) - Wir spielen wieder Polka (1989) - Lieder (James Last & René Kollo) (1989) - Classics By Moonlight (1990) - James Last in Holland 2 (1990) - Traummelodien (James Last & Richard Clayderman) (1990) - Pop Symphonies (1991) - Serenaden (James Last & Richard Clayderman) (1991) - Viva España (1992) - Country Cousins (1992) - James Last in Holland 3 (1992) - Frieden (Peace) (1992) - James Last spielt Andrew Lloyd Webber (1993) - Christmas Eve (James Last & Engelbert) (1994) - Dein ist mein ganzes Herz (James Last & Milva) (1994) - In Harmony (James Last & Richard Clayderman) (1995) - Beach Party ’95 (1995) - My Soul – Best of Motown (1995) - Classics From Russia (1996) - Macarena (1996) - Pop Symphonies 2 (1997) - Classics Up To Date 8 (1998) - Country Roads (1998) - The Best of Live on Tour (1998) - James Last & Friends (1998) - Happy Birthday (1999) - Concerts (1999) - Gentleman Of Music (2000) - Ocean Drive (2001) - James Last Plays ABBA (2001) - A World Of Music (2002) - New Party Classics (2002) - Elements Of James Last Vol.1(2004) - They Call Me Hansi (2004) - Die schönsten TV- und Filmmelodien (2006) - Live in Europe (2006) - Warum Maenner nicht zuhoeren und Frauen schlecht einparken (Soundtrack) (2007) GK - James Last In Los Angeles (Well Kept Secret 1975) (2008) GK - James Last — Live At The Royal Albert Hall (Released as 1 DVD-edition and 2 CD-edition) (2008) GK - James Last - Eighty Not Out (Released as a 3-CD Edition) (2010) |